# Brani musicali al numero uno in Italia (2023)
La presente lista elenca le canzoni che hanno raggiunto la prima posizione nella classifica settimanale italiana Top Singoli, stilata durante il 2023 dalla Federazione Industria Musicale Italiana, in collaborazione con la GfK Retail and Technology Italia.

## Classifica
| Settimana | Settimana    | Settimana    | Brano                                | Artista                                                        | Tot. sett. #1 | Fonti  |
| n°        | Inizio       | Fine         | Brano                                | Artista                                                        | Tot. sett. #1 | Fonti  |
| --------- | ------------ | ------------ | ------------------------------------ | -------------------------------------------------------------- | ------------- | ------ |
| 1         | 30 dicembre  | 5 gennaio    | Quevedo: Bzrp Music Sessions Vol. 52 | Bizarrap e Quevedo                                             | 8             | [ 1 ]  |
| 2         | 6 gennaio    | 12 gennaio   | X caso                               | Geolier feat. Sfera Ebbasta                                    | 1             | [ 2 ]  |
| 3         | 13 gennaio   | 19 gennaio   | Cookies n' Cream                     | Guè, Anna e Sfera Ebbasta                                      | 1             | [ 3 ]  |
| 4         | 20 gennaio   | 26 gennaio   | Shakira: Bzrp Music Sessions Vol. 53 | Bizarrap e Shakira                                             | 1             | [ 4 ]  |
| 5         | 27 gennaio   | 2 febbraio   | Guasto d'amore                       | Bresh e Shune                                                  | 1             | [ 5 ]  |
| 6         | 3 febbraio   | 9 febbraio   | Due vite                             | Marco Mengoni                                                  | 1             | [ 6 ]  |
| 7         | 10 febbraio  | 16 febbraio  | Cenere                               | Lazza                                                          | 8             | [ 7 ]  |
| 8         | 17 febbraio  | 23 febbraio  | Cenere                               | Lazza                                                          | 8             | [ 8 ]  |
| 9         | 24 febbraio  | 2 marzo      | Cenere                               | Lazza                                                          | 8             | [ 9 ]  |
| 10        | 3 marzo      | 9 marzo      | Cenere                               | Lazza                                                          | 8             | [ 10 ] |
| 11        | 10 marzo     | 16 marzo     | Cenere                               | Lazza                                                          | 8             | [ 11 ] |
| 12        | 17 marzo     | 23 marzo     | Cenere                               | Lazza                                                          | 8             | [ 12 ] |
| 13        | 24 marzo     | 30 marzo     | Cenere                               | Lazza                                                          | 8             | [ 13 ] |
| 14        | 31 marzo     | 6 aprile     | Cenere                               | Lazza                                                          | 8             | [ 14 ] |
| 15        | 7 aprile     | 13 aprile    | Il male che mi fai                   | Geolier feat. Marracash                                        | 1             | [ 15 ] |
| 16        | 14 aprile    | 20 aprile    | Un briciolo di allegria              | Blanco e Mina                                                  | 5             | [ 16 ] |
| 17        | 21 aprile    | 27 aprile    | Un briciolo di allegria              | Blanco e Mina                                                  | 5             | [ 17 ] |
| 18        | 28 aprile    | 4 maggio     | Un briciolo di allegria              | Blanco e Mina                                                  | 5             | [ 18 ] |
| 19        | 5 maggio     | 11 maggio    | Un briciolo di allegria              | Blanco e Mina                                                  | 5             | [ 19 ] |
| 20        | 12 maggio    | 18 maggio    | Un briciolo di allegria              | Blanco e Mina                                                  | 5             | [ 20 ] |
| 21        | 19 maggio    | 25 maggio    | On Fire (Paid in Full)               | Emis Killa e Sfera Ebbasta                                     | 1             | [ 21 ] |
| 22        | 26 maggio    | 1 giugno     | Mon Amour                            | Annalisa                                                       | 1             | [ 22 ] |
| 23        | 2 giugno     | 8 giugno     | Hoe                                  | Tedua feat. Sfera Ebbasta                                      | 3             | [ 23 ] |
| 24        | 9 giugno     | 15 giugno    | Hoe                                  | Tedua feat. Sfera Ebbasta                                      | 3             | [ 24 ] |
| 25        | 16 giugno    | 22 giugno    | Hoe                                  | Tedua feat. Sfera Ebbasta                                      | 3             | [ 25 ] |
| 26        | 23 giugno    | 29 giugno    | Bon ton                              | Drillionaire feat. Lazza, Blanco, Sfera Ebbasta e Michelangelo | 2             | [ 26 ] |
| 27        | 30 giugno    | 6 luglio     | Bon ton                              | Drillionaire feat. Lazza, Blanco, Sfera Ebbasta e Michelangelo | 2             | [ 27 ] |
| 28        | 7 luglio     | 13 luglio    | Italodisco                           | The Kolors                                                     | 11            | [ 28 ] |
| 29        | 14 luglio    | 20 luglio    | Italodisco                           | The Kolors                                                     | 11            | [ 29 ] |
| 30        | 21 luglio    | 27 luglio    | Italodisco                           | The Kolors                                                     | 11            | [ 30 ] |
| 31        | 28 luglio    | 3 agosto     | Italodisco                           | The Kolors                                                     | 11            | [ 31 ] |
| 32        | 4 agosto     | 10 agosto    | Italodisco                           | The Kolors                                                     | 11            | [ 32 ] |
| 33        | 11 agosto    | 17 agosto    | Italodisco                           | The Kolors                                                     | 11            | [ 33 ] |
| 34        | 18 agosto    | 24 agosto    | Italodisco                           | The Kolors                                                     | 11            | [ 34 ] |
| 35        | 25 agosto    | 31 agosto    | Italodisco                           | The Kolors                                                     | 11            | [ 35 ] |
| 36        | 1 settembre  | 7 settembre  | Italodisco                           | The Kolors                                                     | 11            | [ 36 ] |
| 37        | 8 settembre  | 14 settembre | Italodisco                           | The Kolors                                                     | 11            | [ 37 ] |
| 38        | 15 settembre | 21 settembre | Syrup                                | Shiva                                                          | 1             | [ 38 ] |
| 39        | 22 settembre | 28 settembre | Italodisco                           | The Kolors                                                     | 11            | [ 39 ] |
| 40        | 29 settembre | 5 ottobre    | Nightmares                           | Bresh e Pinguini Tattici Nucleari                              | 1             | [ 40 ] |
| 41        | 6 ottobre    | 12 ottobre   | Cadillac                             | Boro, Artie 5ive e Andry the Hitmaker                          | 1             | [ 41 ] |
| 42        | 13 ottobre   | 19 ottobre   | Everyday                             | Takagi & Ketra feat. Shiva, Anna e Geolier                     | 6             | [ 42 ] |
| 43        | 20 ottobre   | 26 ottobre   | Everyday                             | Takagi & Ketra feat. Shiva, Anna e Geolier                     | 6             | [ 43 ] |
| 44        | 27 ottobre   | 2 novembre   | Everyday                             | Takagi & Ketra feat. Shiva, Anna e Geolier                     | 6             | [ 44 ] |
| 45        | 3 novembre   | 9 novembre   | Everyday                             | Takagi & Ketra feat. Shiva, Anna e Geolier                     | 6             | [ 45 ] |
| 46        | 10 novembre  | 16 novembre  | Everyday                             | Takagi & Ketra feat. Shiva, Anna e Geolier                     | 6             | [ 46 ] |
| 47        | 17 novembre  | 23 novembre  | 15 piani                             | Sfera Ebbasta e Marracash                                      | 2             | [ 47 ] |
| 48        | 24 novembre  | 30 novembre  | 15 piani                             | Sfera Ebbasta e Marracash                                      | 2             | [ 48 ] |
| 49        | 1 dicembre   | 7 dicembre   | Moneylove                            | Massimo Pericolo feat. Emis Killa                              | 4             | [ 49 ] |
| 50        | 8 dicembre   | 14 dicembre  | Moneylove                            | Massimo Pericolo feat. Emis Killa                              | 4             | [ 50 ] |
| 51        | 15 dicembre  | 21 dicembre  | Moneylove                            | Massimo Pericolo feat. Emis Killa                              | 4             | [ 51 ] |
| 52        | 22 dicembre  | 28 dicembre  | All I Want for Christmas Is You      | Mariah Carey                                                   | 7             | [ 52 ] |

## Classifica fine anno
| Brano                                | Artista/i                           | Certificazione | Fonte  |
| ------------------------------------ | ----------------------------------- | -------------- | ------ |
| Cenere                               | Lazza                               | 9 Platino      | [ 53 ] |
| Due vite                             | Marco Mengoni                       | 6 Platino      | [ 53 ] |
| Supereroi                            | Mr. Rain                            | 6 Platino      | [ 53 ] |
| Gelosa                               | Finesse, Shiva, Sfera Ebbasta e Guè | 5 Platino      | [ 53 ] |
| Tango                                | Tananai                             | 6 Platino      | [ 53 ] |
| Vetri neri                           | Ava, Anna e Capo Plaza              | 6 Platino      | [ 53 ] |
| Mon Amour                            | Annalisa                            | 6 Platino      | [ 53 ] |
| Italodisco                           | The Kolors                          | 6 Platino      | [ 53 ] |
| Quevedo: Bzrp Music Sessions Vol. 52 | Bizarrap e Quevedo                  | 8 Platino      | [ 53 ] |
| Come vuoi                            | Geolier                             | 5 Platino      | [ 53 ] |